# فرانتيشك شفوستيك
فرانتيشك شفوستيك (بالألمانية: Franz Chvostek senior)‏‏ (21 مايو 1835 في فريدك-ميستك - 16 نوفمبر 1884 في فيينا) طبيب، وطبيب باطني، وأستاذ جامعي من النمسا.